# Dyadický zlomek

Dyadické zlomky na intervalu <0,1> s jmenovatelem nanejvýš 16

Dyadický zlomek je v matematice označení pro takové racionální číslo, jehož zlomek v základním tvaru, tedy při nesoudělnosti čitatele a jmenovatele, má v jmenovateli mocninu dvou. Tedy takový zlomek {\displaystyle {\frac {a}{2^{b}}}}, kde {\displaystyle a} a {\displaystyle b} jsou celá čísla.

## Vlastnosti
Jak plyne z následujících vztahů, množina dyadických zlomků je uzavřená na operace sčítání, odčítání a násobení:
{\displaystyle {\frac {a}{2^{b}}}+{\frac {c}{2^{d}}}={\frac {2^{d-b}a+c}{2^{d}}}\quad (d\geq b)}
{\displaystyle {\frac {a}{2^{b}}}-{\frac {c}{2^{d}}}={\frac {2^{d-b}a-c}{2^{d}}}\quad (d\geq b)}
{\displaystyle {\frac {a}{2^{b}}}-{\frac {c}{2^{d}}}={\frac {a-2^{b-d}c}{2^{b}}}\quad (d<b)}
{\displaystyle {\frac {a}{2^{b}}}\times {\frac {c}{2^{d}}}={\frac {a\times c}{2^{b+d}}}.}
Na operaci dělení ovšem uzavřená není, proto dyadická čísla netvoří těleso, ale pouze okruh. Jedná se podokruh okruhu racionálních čísel.
Na reálné ose tvoří dyadické zlomky hustou množinu, tedy ke každému reálnému číslu lze najít dyadické číslo v sebemenším zadaném intervalu.
Dyadická čísla jsou právě ta racionální čísla, která mají konečné vyjádření ve dvojkové soustavě.